# Voorhees Township
Pour les articles homonymes, voir Voorhees.
Voorhees Township est une localité (township) américaine située dans le comté de Camden, au New Jersey. Elle fait partie de la région métropolitaine du Grand Philadelphie.
Au recensement des États-Unis de 2010, la population était de 29 131 habitants reflétant une augmentation de +3,6 % par rapport à 2000 et près 20 % par rapport à 1990. e 1990.